# Бої за Георгіївку та Лутугине
Бої за Георгіївку та Лутугине — серія битв за селище Георгіївка та місто Лутугине під Луганськом у 2014 році під час війни на сході України.
Два населені пункти утворюють єдину агломерацію і знаходяться на 5 км південніше Луганська, і на 7 км західніше Луганського аеропорту.
19—20 серпня 2014 під Георгіївкою було розбито зведений підрозділ російської 76-ї десантно-штурмової псковської бригади.

## Бойові дії
20 липня українська армія і бійці добровольчого батальйону Айдар зайшли з танками в район селища Георгіївка за 3 км від в'їзду до Луганська. За словами місцевих мешканців, військові знищили дві установки «Град», з яких бойовики обстрілювали аеропорт. Першим зірвав прапор ЛНР на блокпосту супротивника боєць батальйону «Айдар» Олексій Лепкалюк, який невдовзі загинув, підірвавшись на керованому фугасі. Айдарівцям першого взводу 8-ї сотні і підрозділу «Холодний Яр» вдалося пробити коридор до Георгіївки, по якому військовим в Луганському аеропорту доставили продовольство та набої.
21 липня проросійські формування пішли в контратаку, прикриваючись танками. О 8:00 ранку під час бою під Георгіївкою загинули члени розвідгрупи Володимир Муха, Геннадій Тома та Олег Михайлов. Від влучення танкового снаряду загинули Микола Королько та Павло Ящук. Поранення зазнав солдат батальйону «Айдар» Роман Луцюк
27 липня українські сили встановили контроль над Георгіївкою та Лутугиним. Протягом доби підрозділи батальйону «Айдар» брали участь у трьох різних операціях. В кожній із груп є втрати, того дня батальйон втратив загиблими 12 бійців включно з командиром роти підполковником Сергієм Ковригою.
20 серпня 2014 року дві повітряно-десантні роти 234 ДШП разом з окремими контрактниками 104 ДШП, а також підсилені 6-8 танками 35 ОМСБр, вибили українських військових 24 ОМБр з блок-постів «Гагарін» та «Сармат», що були розгорнуті на висотах під Георгіївкою.

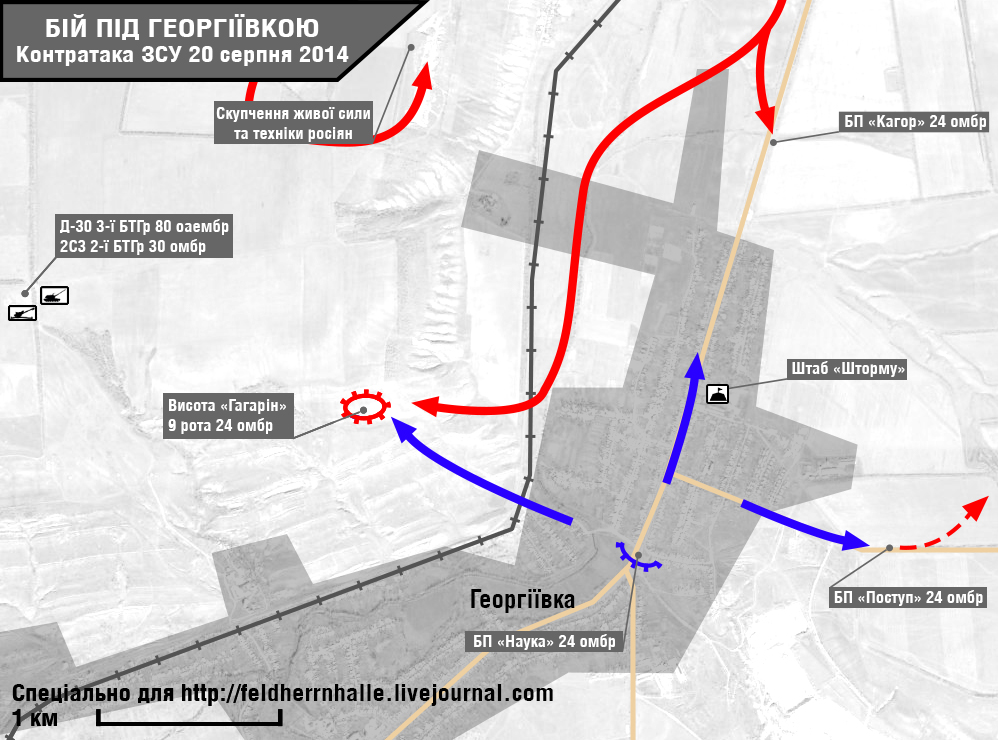
Українська контратака 20 серпня

Українське командування зрозуміло що бій іде з регулярними підрозділами російської армії і викликало повітряну підтримку. Вилетіло дві пари Мі-24 зі складу 7 ОПАА. Після того як перша пара відпрацювала по висоті, зайнятій російськими підрозділами, через брак координації друга пара відправилась туди ж, і один Мі-24П був збитий. Характер ураження вертольоту і аналіз відеозйомки показав, що вертоліт ймовірно був збитий з ЗРГК «Панцир». Загинули майор Олег Бірюк та капітан Антон Родіонов.
Після вильоту авіації, по висоті прямою наводкою відкриває вогонь артилерія 30 ОМБр. Десантники 234 ДШП почали нести втрати — загинув командир роти капітан Антон Короленко та до взводу десантників. Російські сили були змушені відступити, залишивши командирський БМД-2К (б/н 275) на висоті «Гагарін», та БМД-2 (б/н 284) і вантажівку КамАЗ з боєприпасами на б/п «Сармат». В бою загинули молодші сержанти 24-ї бригади Сергій Білоус та Микола Штинда.
28 серпня терористи намагалися здійснити прорив під Георгіївкою, обстрілювали українські позиції з «Градів», задіяли танки; лейтенант Руслан Філіпсонов під обстрілом зміг врятувати життя шести поранених побратимів, сам був важкопоранений.
30 серпня на блокпост 80-ї аеромобільної бригади заїхав бензовоз з російськими військовими. За словами заступника командира роти Андрія Козачука, він тримав бензовоз під прицілом ручного гранатомета, і росіяни здалися у полон. Один із полонених — прапорщик Володимир Бураков, технік взводу 104-го десантно-штурмового полку РФ.
1 вересня спецпризначенці підрозділу МВС «Шторм» вийшли з оточення біля Георгіївки без втрат при цьому було забезпечено вихід колони з 62 одиниць техніки, у тому числі захоплений БМД і понад 50 автомобілів із мешканцями Георгіївки та Лутугиного.

## Наслідки
25 вересня 2014 з'явилася інформація, що російські бойовики і місцеві «ополченці» розстріляли 40 жителів за допомогу українській армії. В той час, коли бойовики увійшли до міста, у них уже були «розстрільні списки». Очевидці свідчили, що розстріл проводився в межах міста, тіла присипали землею, місце поховання утрамбовували важкою технікою.
5 листопада 2014 з Лутугиного бойовики розпочинають масований обстріл навколишніх селищ. Місцеві жителі повідомили про чотири «Гради», з яких бойовики ведуть обстріл по населених пунктах.